# 美國西北部

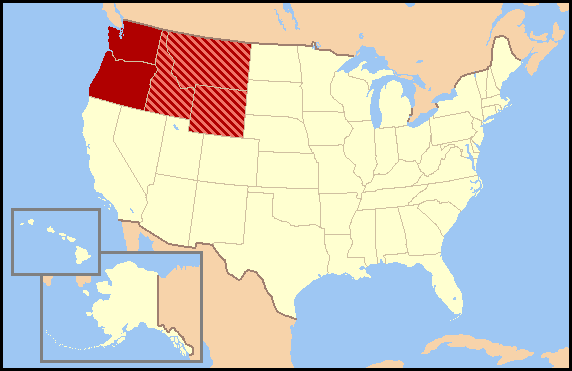
地區的界定定義不一。深紅的地區通常被認為是美國西北部的一部分，而條狀的地區也可能被認為是美國西北部的一部分。

美國西北部包括從美國西北直至大平原的地區，包括俄勒岡州、華盛頓州，可能包括愛達荷州、蒙大拿州、阿拉斯加州東南，有時也可能包括懷俄明州；偶爾北加利福尼亞州也包括在內。西北部有時只指西俄勒岡州和華盛頓州，包括沿海並且居住於的威拉米特谷和普吉特海灣的地區，但不包括在喀斯喀特山脈的東部。
太平洋西北地區在美國經常指著俄勒岡州和華盛頓州，有時也指愛達荷州，西北蒙大拿州和北加利福尼亞州。在國際上，然而，這個字眼也包括加拿大的一部分。